# World Friends
Amis du Monde - World Friends est une association d'utilité sociale à but non lucratif italienne indépendante pour l'aide au développement. Elle est reconnue en tant que ONG par le gouvernement du Kenya. Son siège se trouve à Rome, les sièges régionaux sur base volontaire se situent au Piémont, en Ligurie, en Lombardie, au Frioul-Vénétie Julienne, dans la Vénétie, dans l'Émilie-Romagne, dans le Latium et en Sicile. En Afrique, Amis du Monde siège à Nairobi.

## Valeurs et objectifs
World Friends contribue à promouvoir dans le monde entier les principes promus par la Déclaration universelle des droits de l'homme, en particulier la santé, le logement et l'éducation.
L'activité de World Friends se concentre dans le continent africain dans le but d'améliorer les conditions de santé, sociales, et de l'éducation de ses habitants. Chaque intervention répond à une demande formulée par les pouvoirs locaux et elle est développée en prise directe avec eux.
En ce sens, les membres de World Friends vivent et travaillent à Nairobi afin de mieux connaître la réalité et la structure sociale du territoire.

## Histoire
World Friends a été fondée par le médecin italien Gianfranco Morino, qui a travaillé en Afrique pendant plus de vingt ans. Après avoir suivi plusieurs programmes d'aide au développement promus par le gouvernement italien, il a coordonné en 1991 le programme de prévention et d'éducation dans la région de Sololo, dans le nord du Kenya, en collaboration avec le Haut Commissariat des Nations unies pour les réfugiés. Il a travaillé pour l'Union européenne en Somalie, et en 1994 a commencé à se dédier des programmes de prévention et d'éducation sanitaire dans les bidonvilles de Korogocho et de Mathare, à Nairobi. En 2002 il devient directeur du département de chirurgie à l'hôpital Mbagathi à Nairobi, seul Européen à travailler dans un hôpital public.
Il fonde Amis du Monde - World Friends en 2001.

## Projets
La plupart des activités de World Friends se concentrent au Kenya.
Un exemple de l'approche suivie est donné par le "Ruaraka Uhai Neema Hospital", un hôpital - centre polyvalent situé près des bidonvilles de Nairobi inauguré en 2008, consacré non seulement aux soins pour la population, mais aussi à la formation du personnel médical local. Cette œuvre s'ajoute à l'activité auprès de l'hôpital Mbagathi et des cabinets médicaux situés dans les bidonvilles de Nairobi.
Le projet « Afema » a pour but de fournir de petites activités artisanales aux filles-mères avec des enfants nécessitant de physiothérapie.
Des initiatives liées au microcrédit ont été également mises en place notamment pour les filles-mères abandonnées par leurs hommes.
World Friends œuvre également dans les bidonvilles pour favoriser l'éducation des enfants avec des problèmes familiaux.
Le personnel du domaine sanitaire est formé dans le cadre du projet « Doroty ». Ce projet vise en particulier à arrêter la fuite des cerveaux d'Afrique.
Amis du Monde travaille également à la réalisation des huit objectifs du millénaire pour le développement.

## Contexte
World Friends œuvre principalement dans les pays de l'Afrique subsaharienne tels que le Kenya, l'Ouganda, le Sénégal et le Burkina Faso.
L'aire où se concentre son activité est représentée par les bidonvilles du nord-est de Nairobi : Babadogo, Huruma, Kariobangi, Mathare Valley-Eastleigh, Kahawa, Soweto Korogocho) et le bidonville de Kibera, au sud-ouest de la capitale du Kenya.

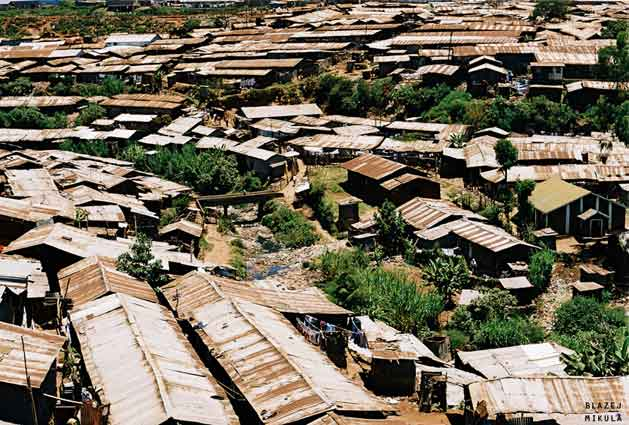
Vue du bidonville de Kibera.

Ces aires comprennent 1 700 000 habitants au-dessous du seuil de pauvreté et gagnant en moyenne 20 euros par mois. Le taux de chômage est de 80 %. La moitié de la population a moins de 15 anni. Le taux du HIV varie de 15 à 20 %, les orphelins du SIDA s'élèvent au moins à 100 000.
Les maladies et les problèmes rencontrés par les membres de World Friends sont nombreux et très variés, en particulier la malnutrition et le paludisme. Un obstacle important est représenté par les lacunes du système sanitaire local.
À Nairobi, seulement 15 % des structures sanitaires offrent un service d'obstétrique de base. Seulement 35 % des accouchements ont lieu en présence de personnel qualifié.

## Réseau
World Friends fait partie du réseau des 22 ONG de l'Observatoire italien sur l'action globale contre le SIDA, pour la réalisation du 6e objectif du millénaire.
World Friends se lie à des organisations du même domaine au niveau local également.

## Partenaires
- Africa Rafiki
- Archidiocèse de Nairobi
- Caritas Antoniana (Padoue)
- Comité international pour le développement des peuples (CISP)
- Commission européenne
- Conférence épiscopale italienne (CEI)
- Commune de Rome
- Département pour la jeunesse et les activités sportives
- Fondation Cuore Amico (Brescia)
- Fondation IMEC (International Medical Equipment Collaborative) (États-Unis)
- Manos Unidas (Espagne)
- Province de Trente
- Région Piémont
- Université Campus Bio-Médical